# Анюйський національний парк
Анюйський національний парк (рос. Национальный парк «Анюйский») — природоохоронна територія на сході  Росії у Хабаровському краї.

## Історія
Питання про створення заповідника в цих місцях піднімалося ще в 20-х роках минулого століття видатним письменником, мандрівником і вченим В. К. Арсеньєвим.
У 1935 році територія парку входила до складу Сіхоте-Аліньського заповідника. Згодом, зі скороченням його площі, вона перестала бути заповідною, але не втратила своєї значущості для збереження біорізноманіття. Анюйський нацпарк буде грати роль екологічного коридору між цим заповідником і долиною річки Бікін — останнім великим ніколи не рубаним масивом уссурійської тайги.
Фахівці Інституту Водних та Екологічних Проблем (ІВЕП ДВО РАН), Далекосхідного відділення Всеросійського Інституту мисливського господарства (ДВО ВНІІОЗ), Амурського відділення Тихоокеанського науково-дослідного інституту рибного господарства та океанографії (ТІНРО) і Далекосхідного науково-дослідного інституту лісового господарства (ДальНІІЛХ) внесли свій внесок в розробку документа, який отримав 10 січня 2001 р схвалення Губернатора Хабаровського краю Віктора Ішаєва. Але потрібні були ще 6 років і численні зусилля, поки зарезервована територія отримала офіційний статус національного парку.
Басейн середньої та нижньої течії річки з давніх часів є територією проживання аборигенних народностей — нанайців і удегейців.

## Географія

### Рельєф
Територія має складне орографічну будову. За формою вона нагадує підкову, кінці якої підіймаються на західні відроги Сіхоте-Аліна, а центральна частина зайнята болотами. У північно — західній частині парку вздовж Амура розташований Гіонський хребет, абсолютна висота якого сягає 471 м (гора Гіон). Середні ж його висоти становлять 250—350 м. На схилах Сіхоте-Аліна в межах парку переважають висоти 400—600 м. Максимальна абсолютна висота г. Сапун (1341 м), що розташовується в північно — східній частині.
Луки і болота займають близько 40 % площі. Найзначнішими з них є болото Охінероні, що розташоване в межиріччі річок Піхца і Анюй, і урочище Велика Марь — у межиріччі річок Анюй і Манома.

## Клімат
Територія національного парку розташована в зоні переходу Євразійського континенту до Тихого океану. Близькість океану як джерела вологих повітряних мас і особливості орографії, що зумовлюють їхню трансформацію над континентом, визначають специфіку клімату в межах території, що включена в зону мусонів. Сіхоте-Алінь являє собою потужний бар'єр на шляху циркуляції повітряних мас.

### Температура повітря
За температурними умовами територія розташована в зоні помірно холодного клімату. Внаслідок складної конфігурації кліматичні умови різних частин національного парку неоднакові. Так, середньорічна температура в рівнинній частині становить +0,3 °С, а в гірській- 3,2 °С. Найбільші річні амплітуди температур повітря змінюються від 91 °С в рівнинній частині до 80 °С в гірській. Абсолютний мінімум температури повітря в рівнинній частині досягає — 50 °С, а в гірській — 43 °С. Абсолютний максимум температури досягає 41 °С. Безморозний період триває приблизно 116 днів (в межах 99 — 140 днів). Стійкі морози в рівнинній частині наступають в середньому з 5 листопада, а в гірській — 26 жовтня.

### Вітер
Характерною особливістю території є відносно мала швидкість вітру і велика кількість штилів. Середньорічна швидкість вітру в рівнинній частині не перевищує 1,8 м/с. У гірській вона вище — 2,6 м/с. Хуртовин буває мало. З урахуванням рельєфу території зимові вітри дмуть уздовж вузької долини Анюя, при цьому відроги Сіхоте-Аліна захищають від вітру глибоко врізані долини більшу частину річок.

### Опади
Річний хід опадів цілком визначається напрямом руху насичених вологою повітряних мас. Літні вітри приносять найбільшу кількість атмосферної вологи, в результаті чого цей період є найбільш дощовим. В цей час випадає 84-86 % річної суми опадів. У гірській частині досліджуваної території випадає близько 1000 мм опадів в рік. Найменша їхня кількість (близько 600 мм) випадає в рівнинній частині. 80 % посух мають тривалість 3 — 5 днів і припадають в основному на травень-червень. Стійкий сніговий покрив формується в листопаді і тримається від 154 до 210 днів залежно від абсолютних висот місцевості. Висота снігового покриву в рівнинній частині в окремі роки досягає 81 см, а в середньому становить 67 см.

## Рослинний світ
Судинні рослини налічують 494 види (20 % флори Хабаровського краю). Унікальна флора представлена великим числом реліктових родин, 44 рідкісними видами, з яких 31 вид занесено до Червоної книги Російської Федерації і Червону книгу Хабаровського краю.
Рослинність басейну р. Анюй дуже багата і нараховує понад 1000 видів рослин. Зарості кедрового сланника в поєднанні з гірською тундрою змінює ялицево-ялинова лісова формація. Цікаві підгольцеві ялинники з участю кедрового сланника і рододендрона золотистого. Анюйський комплекс лісів має велике природоохоронне значення, так як в цьому поясі ростуть багато видів рідкісних і кормових рослин.

## Тваринний світ
Тут мешкає близько 360 видів хребетних тварин, в тому числі 40 видів риб, 7 — земноводних, 8 — плазунів, 244 — птахів, 61 — ссавців. Місцеперебування амурського тигра займають більш 2/3 проектованої площі. Понад чверть видів птахів занесено до Червоної книги Російської Федерації і Червону книгу Хабаровського краю, включено до Додатків СІТЕС. На даній території знаходяться найважливіші місця нересту кети і відоме своєю унікальною іхтіофауною озеро Гассі.
До числа видів риб, які підлягають охороні, можна віднести кету, горбушу, харіуса, ленок, тайменя.
З рідкісних ссавців тут мешкають тигр, гімалайський ведмідь, амурський лісовий кіт. У пригирловій ділянці Анюя можна зустріти далекосхідну черепаху.
З птахів зустрічається більше 20 видів, занесених до списків рідкісних і зникаючих: чорний шуліка, тетерук, широкорот, орлан-білохвіст, беркут, чорний журавель, голконога сова та інші. Деякі з них, такі як баклан великий, скопа, мандаринка в басейні Анюя є звичайними видами.